# Božič (poganski bog)
Božič - obredni značaj pri južnih Slovanih. 

### Praslovani
Božič pri južnih Slovanih ubistvu pomeni kar prihaja, "mali bog". Pri vzhodnih in zahodnih Slovanih pa poznamo za to praznovanje ime koleda, ki prihaja iz osnove kroga, letnega cikla, koleda pa je tudi voščilna pesem, ki se jo poje okrog božiča. Četrto ime, ki je poznano vsem Slovanom, kar po dveh teorijah pa je ime kračun, kar pomeni "kratki" (1), spomin na ta praznik in slovanskega boga pod imenom kračun se je v Sloveniji ohranjal tudi z nekaterimi priimki. Druga teorija pomena pa je ta, da ime kračun stoji za "prihod", kar ustreza latinskemu "adventus", kot to je adventni čas. Drugo ime, ki je prav tako poznano vsem Slovanom je ime ščodry večer, v pomenu radodarni in velikodušni večer.

### Tradicionalni obredi
Najbolj znan je ta , da se je za božič kurilo večji kos lesa, navadno štor drevesa, ki je moral čim dlje goreti in s tem ponazarjati hišnega boga in njegovo moč. Ta obred je bil v Slovenji in na Hrvaškem še živ, dokler se je še uporabljalo odprta ognjišča (črna kuhinja). Darovali so hrano in pijačo, vino in ob njem tudi prerokovali.
Obred izvira iz praznovanja zimskega sončnega obrata, tako so tudi sedaj v 21 stol. še živa praznovanja ob kresovih za božič, na kresno noč, na Jurjevo itd., le ti obredi, šege in navade so iz predkrščanske dobe! Ne smemo pozabiti, da so bile te šege na podeželju še zelo dolgo časa žive, okoli božiča  so od hiše do hiše hodili koledniki, kateri so plesali in peli kolednice to so kot prej omenjeno voščilne pesmi nakar so jim domačini dali darove. Na nekaterih delih Primorske se je izvajalo te obrede še vse do prve svetovne vojne v največji možni tajnosti zaradi preganjanja staroverstva. Primer kolednice:
Oj kole – kole – koledo
Leto lepo mlado!
Da bi nam pomnožilo
Našo ovčjo stado!
Oj kole – kole – koledo!
Podobne navade so izvajali tudi drugot po Evropi npr. v Nemčiji so ob istem času slavili boga Odina, Skandinavci (severnjaki) pa Yule. 